# راندي شنايدر
راندي شنايدر هو لاعب كرة قدم سويسري، ولد في 27 أغسطس 2001 في شافهاوزن في سويسرا.

## وصلات خارجية
- راندي شنايدر على موقع قاعدة بيانات كرة القدم.إي يو (الإنجليزية)
- راندي شنايدر على موقع Soccerway.com (الإنجليزية)
- راندي شنايدر على موقع عالم كرة القدم.نت (الإنجليزية)